# Catawbarododendron
Catawba-Rododendron (Rhododendron catawbiense) er en stedsegrøn busk med en bred, åben vækstform. De få, svære grene er opstigende til nedliggende. Arten er opkaldt efter det oprindelige, lokale folk i Nordamerika, Catawba'erne. Alle dele af planten er giftige, da den indeholder diterpenet grayanotoksin. 

## Beskrivelse
Barken er først grøn og glat. Senere bliver den brun og let stribet. Til sidst er den grå og furet. Knopperne er spredte, men sidder samlet tæt op under skudspidserne. De er ægformede med tydelig spids, tykke og lidt klæbrige. 
Bladene er store, elliptiske, helrandede og læderagtige. Oversiden er blank og mørkegrøn, mens undersiden er meget lyst grøn. Blomsterne sidder samlet i store halvskærme ved skudspidserne. Den enkelte blomst er klokkeformet og lys violet. Frugterne er tørre kapsler. Frøene spirer villigt.
Rodnettet består dels af kraftige, højtliggende hovedrødder, og dels af meget fine, tæt forgrenede siderødder helt oppe under jordskorpen. Planten er helt afhængig af at få skabt samliv med én eller flere svampearter, som udvider og styrker rodnettet (mycorrhiza). 
Højde x bredde og årlig tilvækst: 4 x 4 m (20 x 20 cm/år).

## Hjemsted
Arten stammer fra Allegheny-bjergene i North Carolina og i Virginia, hvor den vokser omkring 1800 m over havet. Der danner den underskov i de blandede løvskove på østvendte, fugtige bjergskråninger med sur jord.

## Hybrider
Arten danner naturhybrider med Rhododendron maximum. Desuden krydses den spontant med Pontisk Rododendron, og afkommet er meget hårdført. Nye undersøgelser har vist, at det er denne hybrid, der er skyld i den invasion af europæiske skove, som Pontisk Rododendron har fået skylden for.

## Sorter
- Catawba-Rododendron 'Album'
- Catawba-Rododendron 'Belle Heller'
- Catawba-Rododendron 'Boursault'
- Catawba-Rododendron 'Grandiflorum'

| Portal | Portal:Botanik |